# スパロウズ
『スパロウズ』は、CHEMISTRYの39枚目のシングルであり、Da-iCEとのコラボレーション・シングルである。
CHEMISTRY×Da-iCE名義で2023年3月1日に配信として発売され、同年3月8日にCDシングルとしても発売された。

## 概要
シングルとしては2021年発売の『My Gift to You feat.Kan Sano,Hiro-a-key』より、約2年3ヶ月振りとなり、CDシングルとしては2019年発売の『Angel/Still Walking』より約3年半振りとなる。
本作はDa-iCEのボーカルを勤める大野雄大と花村想太を迎えたコラボレーション・シングルとなっており、CHEMISTRYとDa-iCEのコラボレーションは今回が初となる。トータルプロデュース及び作詞は松尾潔が担当し、作曲は「You Go Your Way」を手掛けた豊島吉宏が担当している。
Da-iCEとはソロ活同時での客演やミュージカルなどを通してかねてより交流があり、川畑から「今度はDa-iCEと世代を越えて一緒に作品を作ってみたい。」との熱烈な希望を受け、今回のコラボレーションが実現するに至ったと言う。
今回のコラボレーションについてDa-iCEの花村は「夢のような時間でした。レコーディングや撮影をご一緒させていただく時間が想像できないほどびっくりしました」と語っており、大野は「幼い頃からずっと憧れている方とこうして歌わせていただけたことが嬉しいです。何かを1つがんばっているといいことがあるんだという、夢を追いかけていくときの大切な気持ちも、聴いて下さる皆さんにも届けられたら」とそれぞれコメントを寄せており、堂珍は「2人の歌声が素晴らしいので、僕らも少しジェラり（ジェラシーを感じ）ながら、とても刺激を受けました」と語っている。
本作のビデオ・クリップは配信日の3月1日にYouTubeにて公開がなされ、監督は鈴木利幸が担当しており、CHEMISTRYとDa-iCEの4人がそれぞれシックな服装を纏って、モノトーンで統一されたセットで歌う形となっている。

## 収録曲

### CD
1. スパロウズ (CHEMISTRY×Da-iCE)
作詞：松尾潔 / 作曲：豊島吉宏 / 編曲：MANABOON
2. akatsuki (CHEMISTRY)
作詞：松尾潔 / 作曲・編曲：MANABOON
日本テレビ「ぶらり途中下車の旅」テーマソング

### Blu-ray (初回限定生産盤)
1. スパロウズ (music video)
2. スパロウズ (music video making movie)
3. CHEMISTRY Zepp Tour 2022「Get Together Again!!」 Digest Movie interlude～GTA!!～ (Live Version)
4. Floatin' (Live Version)
5. Point of No Return (Live Version)
6. キミがいる (Live Version)
7. PIECES OF A DREAM (Live Version)
8. mirage in blue (Live Version)
9. Naturally Ours (Live Version)
10. ラヴ・イズ・オーヴァー (Live Version)
11. CITRUS (Live Version)
12. 言葉にできない (Live Version)
13. You Go Your Way (Live Version)
14. Now or Never (Live Version)
15. Running Away (Live Version)
16. ユメノツヅキ (Live Version)
17. 空の奇跡 (Live Version)
18. Get Together Again (Live Version)
19. for… (Live Version)